# تعليم إضافي مهني في الصيدلة السريرية والصحة العامة
التعليم الإضافي المهني في الصيدلة السريرية والصحة العامة (بالدنماركية: Faglig videreuddannelse i Klinisk farmaci og Folkesundhed)‏ هو التعليم الإضافي العالي المهني الدنماركي للدراسات العليا للدنماركيين الصيادلة (خبراء في الصيدلة).
تمّ تطوير البرنامج التعليمي من قبل كلية فارماكون الدنماركية لممارسة الصيدلة، الجمعية الدنماركية للصيادلة والجمعية الصيدلية الدنماركية. التعليم الإضافي يحدث في كليّة فارماكون الدنماركية لممارسة الصيدلة في هيليرود، الدنمارك.
شرط القبول هو درجة دبلوم صيدلي دنماركية منحت من قبل كلية فارماكون الدنماركية لممارسة الصيدلة.
التعليم يتوافق مع ائتمانات نظام التراكم ونقل الائتمان الأوروبي الّتي تكافئ نصف سنة من الدراسة بدوام كامل للصيدلة السريرية وطالب الصحة العمومية. البرنامج التعليمي يمكن اتخاذه كتعليم إضافي جزئي على مدى 2-4 سنوات. ومع ذلك، يجب إكمال التعليم خلال 6 سنوات.
الهدف من التعليم الإضافي المهني في الصيدلة السريرية والصحة العامة هو تأهيل كل صيدلاني (خبير في الصيدلة) لممارسة الصيدلة السريرية في مستوى أعلى وأكثر احترافية.
التعليم يتكون من خمس وحدات:
- الوحدة 1: التشريح، والفيزيولوجيا والكيمياء الحيوية __ 4 ائتمانات نظام التراكم ونقل الائتمان الأوروبي
- الوحدة 2: علم الأمراض وعلم الأحياء الدقيقة __ 4 ائتمانات نظام التراكم ونقل الائتمان الأوروبي
- الوحدة 3: علم الأدوية __ 4 ائتمانات نظام التراكم ونقل الائتمان الأوروبي
- الوحدة 4: الصحة العمومية ودراسات الاتصالات __ 9 ائتمانات نظام التراكم ونقل الائتمان الأوروبي
- الوحدة 5: الصيدلة السريرية والدوائية __ 9 ائتمانات نظام التراكم ونقل الائتمان الأوروبي

الأجر الكلّي للبرنامج التعليمي بأكمله يبلغ 170,000 كرونة دنماركية (31,000 دولار أمريكي أو 18,200 جنيه إسترليني).